# Agrotis consentanea
Agrotis consentanea là một loài bướm đêm trong họ Noctuidae.